# Wegneria encharacta
Wegneria encharacta är en fjärilsart som beskrevs av Edward Meyrick 1915. Wegneria encharacta ingår i släktet Wegneria och familjen äkta malar. Inga underarter finns listade i Catalogue of Life.